# Липа, Иван Львович
Иван Львович Липа (укр. Іван Львович (Левкович) Липа; 24 февраля 1865, Керчь — 13 ноября 1923, Винники, Львовское воеводство) — украинский общественно-политический и государственный деятель, писатель, литературный критик, медик.

## Биография
Сын простых мещан. Учился в народной школе при греческой церкви, закончил её в числе лучших учеников с великолепным знанием греческого языка. С 1880 по 1888 продолжал учёбу в Керченской мужской Александровской гимназии, которую также окончил с блестящими показателями.
С 1888 обучался на медицинском факультете Харьковского университета.
В студенческие годы — активист зарождавшегося украинского национально-освободительного движения. Летом 1891 (по некоторым данным, в 1892 году) вместе с В. Боровиком, Б. Гринченко и Н. Михновским основал националистическое «Братство Тарасовцев». Был автором программы Братства — первой организации, провозгласившей своей целью создание независимой (самостийной) Украины. Занимался активной пропагандистской деятельностью в школьно-студенческой и рабочей среде. В 1893 деятельность Братства была властями прекращена, а её члены арестованы. После 13 месяцев заключения три года жил под надзором полиции в Керчи.
В 1897 закончил обучение в университете Казани, затем работал врачом в Херсонской губернии и Полтаве. В 1900 году стал членом Львовского «Наукового товарыства имени Шевченка». В 1902—1918 годах жил в Одессе, занимаясь врачебной практикой.
Активно участвовал в украинском национально-освободительном движении. Помещал публицистические статьи в газетах, организовал издательство «Одеська літературна спілка».
С энтузиазмом встретил революцию 1917. Будучи назначенным комиссаром Одессы от Центральной рады Украинской Народной Республики, управлял городом в должности градоначальника, был членом Руководящего комитета города (1917), медицинским инспектором Одессы. Вместе с сыном создали украинское издательство «Народный стяг», которое просуществовало в Одессе до осени 1918 года.
Позже переехал в Киев и стал членом Директории УНР, министром культов и вероисповеданий (1919), одним из авторов проекта первой Конституции УНР (1920), затем министром здравоохранения правительства УНР.
Под натиском Красной Армии осенью 1920 вместе с сыном Юрием сбежали в Каменец-Подольский, затем эмигрировали в Польшу.
Был председателем президиума Совета Украинской Республики в изгнании (1921).
Умер Иван Липа 13 ноября 1923 в пригороде Львова (тогда Польша).

## Творчество
Автор стихов, очерков, рассказов. В его литературном активе патриотическая лирика «Тринадцать притч», «Оповіді про смерть, війну і любов» и многое другое. О нём часто писали, например, «Светильник неугасаемый» изд. «Черномор» 1924 г.